# Явапай (округ, Аризона)
Шаблон:StateAbbr_ 34°33′41″ пн. ш. 112°32′24″ зх. д. / 34.561388888889° пн. ш. 112.54° зх. д.
Округ Явапай (англ. Yavapai County) — округ (графство) у штаті Аризона. Ідентифікатор округу 04025.

## Історія
Округ утворений 1865 року.

## Демографія
За даними перепису 
2000 року 
загальне населення округу становило 167 517 осіб, зокрема міського населення було 105 007, а сільського — 62 510.
Серед мешканців округу чоловіків було 82 121, а жінок — 85 396. В окрузі було 70 171 домогосподарство, 46 754 родин, які мешкали в 81 730 будинках.
Середній розмір родини становив 2,79.
Віковий розподіл населення поданий у таблиці:
| Стать    | До 15 років | 15-21 | 22-29 | 30-39 | 40-49 | 50-65 | 65-85 | Понад 85 |
| -------- | ----------- | ----- | ----- | ----- | ----- | ----- | ----- | -------- |
| Чоловіки | 14865       | 7574  | 6116  | 9039  | 11579 | 15745 | 15989 | 1214     |
| Жінки    | 13988       | 6468  | 5665  | 9335  | 12674 | 17653 | 17298 | 2315     |

## Суміжні округи
- Коконіно — північ/північний схід
- Гіла — схід
- Марікопа — південь
- Ла-Пас — південний захід
- Могаве — захід

## Виноски
1. ↑  (unspecified title) — Москва: ВИНИТИ РАН, 1964. — С. 25. — 235 с.
2. ↑  U.S. Decennial Census. United States Census Bureau. Архів оригіналу за 26 квітня 2015. Процитовано 18 травня 2014.
3. ↑  Historical Census Browser. University of Virginia Library. Архів оригіналу за 11 серпня 2012. Процитовано 18 травня 2014.
4. ↑  Population of Counties by Decennial Census: 1900 to 1990. United States Census Bureau. Архів оригіналу за 22 лютого 2015. Процитовано 18 травня 2014.
5. ↑  Census 2000 PHC-T-4. Ranking Tables for Counties: 1990 and 2000 (PDF). United States Census Bureau. Архів (PDF) оригіналу за 18 грудня 2014. Процитовано 18 травня 2014.
6. ↑  State & County QuickFacts. United States Census Bureau. Архів оригіналу за 7 червня 2011. Процитовано 18 травня 2014. [Архівовано 2011-08-03 у Wayback Machine.](англ.) Наведено за англійською вікіпедією.
7. ↑  American FactFinder. Бюро перепису населення США. Архів оригіналу за 26 лютого 2012. Процитовано 31 січня 2008. [Архівовано 2008-05-21 у Wayback Machine.]
8. ↑  Lutz D. Schmadel. Dictionary of Minor Planet Names. — 5-th Edition. — Berlin, Heidelberg : Springer-Verlag, 2003. — 992 (XVI) с. — ISBN 3-540-00238-3.

| США | Це незавершена стаття з географії США. Ви можете допомогти проєкту, виправивши або дописавши її. |